# Dysstroma gilvifasciata
Dysstroma gilvifasciata là một loài bướm đêm trong họ Geometridae.